# Vi Quốc Thanh

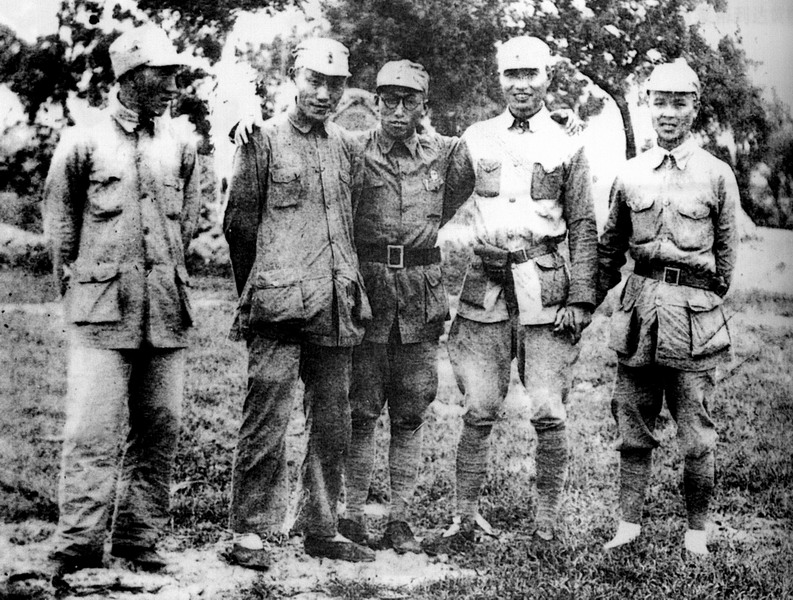
Từ bên trái: Hàn Chấn Kỷ, Lưu Thụy Long, Điền Thú Nghiêu, Trương Ái Bình và Vi Quốc Thanh, đánh dấu cuộc họp của Đơn vị 5 của Bát lộ quân và Bộ Tư lệnh Tân Tứ quân của Bắc Kinh tại Đông Đài, Giang Tô vào ngày 25 tháng 8 năm 1940.

Vi Quốc Thanh (giản thể: 韦国清; phồn thể: 韋國清; bính âm: Wéi Guóqīng; Tráng: Veiz Gozcing; 2 tháng 9 năm 1913 - 14 tháng 6 năm 1989) là một quan chức chính phủ Trung Quốc, sĩ quan quân đội và ủy viên chính trị. Ông phục vụ trong Bộ Chính trị Đảng Cộng sản Trung Quốc (1973–1982) và là Chủ nhiệm Tổng cục Chính trị Quân Giải phóng Nhân dân Trung Quốc (1977–1982). Ông là một trong số ít các thành viên của các Ủy ban Trung ương lần thứ 9, 10, 11 và 12 (1969–1987) và các thành viên bộ chính trị khóa 10 đến 12 không bị thanh trừng trong cuộc Cách mạng Văn hóa (GPCR) hay phản ứng dữ dội của Đặng Tiểu Bình. Ông cũng là Phó Chủ tịch Ủy ban Thường vụ Đại hội đại biểu Nhân dân toàn quốc (1975–1989) và Phó chủ tịch Ủy ban Toàn quốc Hội nghị Hiệp thương Chính trị Nhân dân Trung Quốc (1964–1983).

## Tiểu sử
Vi Quốc Thanh sinh ra ở Đông Lan, Quảng Tây, trong một gia đình thiểu số người Tráng nghèo. Ông gia nhập Hồng quân Trung Quốc ở tuổi 16 (1929) và Đảng Cộng sản Trung Quốc vào năm 1931. Ông đã thăng lên cấp bậc chỉ huy tiểu đoàn trong Thất quân dưới thời Đặng Tiểu Bình và là một chỉ huy trung đoàn trong Vạn lý Trường chinh. Sau Vạn lý Trường chinh, ông phục vụ trong Lữ đoàn 344, và sau đó hành quân về phía nam thuộc đơn vị 5 của Hoàng Khắc Thành vào tháng 1 năm 1940. Đến năm 1944, ông chỉ huy Sư đoàn 4 của Tân Tứ quân, và sau đó là ba đơn vị (2, 10 và 12) của Quân đội Bắc Giang Tô trong Chiến dịch Hoài Hải. Năm 1948, ông đã thành lập Quân đoàn Qiu Qingquan và 100 xe tăng của Quân đoàn 5 dưới sự chỉ huy của Tưởng Vĩ Quốc (con nuôi của Tưởng Giới Thạch) trong một hành động trì hoãn quyết định trong Chiến dịch Hoài Hải. Năm 1949, ông là phó ủy viên chính trị của Nhóm Thập quân của tướng Diệp Phi thuộc Tam Dã chiến quân.

## Sự nghiệp

### Tại Việt Nam
Vi Quốc Thanh đã tham gia sâu vào các mối quan hệ của Trung Quốc với Việt Nam từ năm 1950. Vào tháng 4 năm đó, ông đã được Lưu Thiếu Kỳ cử đến Việt Nam làm người đứng đầu Nhóm cố vấn quân sự Trung Quốc, để tư vấn cho Hồ Chí Minh về việc chống Pháp; Ông ở Việt Nam cho đến tháng 9 năm 1955. Trong vai trò này, ông đã lãnh đạo một nhóm sĩ quan quân đội 281 giàu kinh nghiệm từ Quân đoàn Dã chiến 2, 3 và 4 trong một nhiệm vụ bắt đầu trong vài ngày kể từ khi Chiến tranh Triều Tiên bùng nổ. Tướng Trần Canh gia nhập CMAG vào tháng 7 với tư cách là đại diện của Ủy ban Trung ương Đảng Cộng sản Trung Quốc, nhưng rời đến Hàn Quốc vào tháng 11, để Vi Quốc Thanh trở thành quan chức cấp cao của Trung Quốc tại Việt Nam.
Vào tháng 10 năm 1953, ông đã báo cáo cho Hồ Chí Minh một bản sao của kế hoạch Hải quân Pháp. Đáp lại, Việt Minh đã tiến tới Lai Châu và về phía bắc Lào, chứ không phải là Đồng bằng sông Hồng. Vài tháng sau, vào năm 1954, ông được cho là đã khuyên Đại tướng Võ Nguyên Giáp vây quanh và tấn công Tướng Henri Navarre tại Điện Biên Phủ, một chiến lược cuối cùng dẫn đến việc Pháp hoàn toàn rút khỏi Đông Dương.
Tháng 6 năm 1954, ông tham dự Hội nghị Geneva năm 1954 về Đông Dương với Thủ tướng Chu Ân Lai, Ngoại trưởng Liên Xô Vyacheslav Molotov, đại diện Việt Nam Phạm Văn Đồng, quan chức Bộ Ngoại giao Hoa Kỳ Walter Bedell Smith và Phó Ngoại trưởng Anh Anthony Eden. Ông được hướng dẫn cụ thể để thảo luận về các vấn đề quân sự với phái đoàn Việt Nam khi Molotov, Smith và Eden không có mặt. Ông, Phạm Văn Đồng, Hồ Chí Minh, Võ Nguyên Giáp và những người khác đã đến Nam Ninh, Quảng Tây, vào cuối tháng 6 năm 1954 để thảo luận về chiến lược cho Đông Dương.
Khi các cấp bậc quân sự chính thức được giới thiệu vào năm 1955, ông đã được thăng cấp tướng, vào năm 1956 đã trở thành một Thành viên thay thế của Ủy ban Trung ương tại Đại hội Đảng toàn quốc lần thứ VIII.

### Tại Quảng Tây và Quảng Đông
Sau khi trở về Trung Quốc, ông chuyển đến Nam Ninh, Quảng Tây, nơi ông là đảng viên cấp cao (1961-GPCR) và viên chức chính phủ (1955-GPCR) tại khu tự trị Quảng Tây trong một thời gian dài bất thường. Từ Quảng Tây và Vân Nam, quân Trung Quốc vào Việt Nam năm 1965-1970.
Trong vai trò là quan chức cao cấp nhất tại Quảng Tây, ông đã tổ chức Hội nghị Nam Ninh tháng 1 năm 1958, với sự tham dự của Chủ tịch Mao Trạch Đông và hầu hết các lãnh đạo cấp cao. Trong khi ông còn trẻ tuổi trong số những quan chức cấp cao, ông đã có mặt tại một trong những cuộc thảo luận Đại nhảy vọt, nơi các mục tiêu thái quá đã được chấp thuận.
Ông là Ủy viên Chính trị thứ nhất Quân khu Quảng Tây (MD) vào tháng 1 năm 1964, một vị trí ông giữ cho đến tháng 10 năm 1975. Ông bổ sung thêm vào lãnh đạo của ủy ban CPC vào tháng 2 năm 1971.
Trong cuộc cách mạng văn hóa, ông kiểm soát Quảng Tây. Vào tháng 3 năm 1967, Chu Ân Lai đã ra lệnh thành lập "Nhóm chuẩn bị cách mạng Quảng Tây," đứng đầu là đương kim của Đảng ủy thứ nhất, Vi Quốc Thanh. Tuy nhiên, ông đã bị đánh bại bởi một đám đông có nguồn gốc từ Quảng Tây vào tháng 8 khi đến thăm Bắc Kinh. Năm 1968, "Chỉ huy hành động cách mạng ngày 22 tháng 4 của Quảng Tây" phản đối sự lãnh đạo của Vi Quốc Thanh trong khi "Bộ Tư lệnh Cách mạng Vô sản của Quảng Tây" ủng hộ ông. Sau khi những người ủng hộ PLA của nhóm cũ đã được chuyển đến Bắc Kinh, ông đã phát động một cuộc oanh tạc pháo binh trên các phần của thành phố được kiểm soát bởi các đối thủ của mình. Kết quả xung đột đã chứng kiến sự tàn phá của 166 chiếc thuyền trên sông Nam Ninh và hàng chục tòa nhà. Các kết quả đã được xác nhận bởi phe phụ trách ở Bắc Kinh. Ông được bổ nhiệm làm Chủ tịch Ủy ban Cách mạng Quảng Tây vào tháng 8 năm 1968, và ở lại đó cho đến tháng 10 năm 1975.
Khi những lo ngại về lòng trung thành của Lâm Bưu bắt đầu nảy sinh, Mao Trạch Đông vào tháng 8 năm 1971 gặp các lãnh đạo khu vực ở Trường Sa, trong đó có Hoa Quốc Phong, và ông chỉ trích Lâm Bưu; và ở Nam Xương với Hứa Thế Hữu và Hàn Tiên Sở.
Từ năm 1975 đến năm 1979, ông được chuyển tới Quảng Đông, giữ chức vụ Chủ nhiệm Ủy ban Cách mạng tỉnh Quảng Đông (tương ứng với tên gọi Tỉnh trưởng Chính phủ Nhân dân tỉnh Quảng Đông), kiêm Bí thư Tỉnh ủy tỉnh Quảng Đông.

## Lãnh đạo trung ương
Vào tháng 12 năm 1973, Ông là Ủy viên Chính trị thứ nhất Quân khu Quảng Châu (MR), một vị trí ông giữ cho đến cuối năm 1978. Tư lệnh Quân đội, Tướng Hứa Thế Hữu, là một đồng minh cũ của Đặng Tiểu Bình và họ cùng nhau che chở ông khỏi Tứ nhân bang sau sự kiện Thiên An Môn tháng 4 năm 1976 và cuộc thanh trừng thứ ba của Đặng Tiểu Bình.
Sau cuộc cải tổ của Mao Trạch Đông, ông đã tiếp quản Bộ Chính trị Quân đội Giải phóng Nhân dân Trung Quốc (GPD) từ thành viên Tứ nhân bang của Trương Xuân Kiều, do đó trở thành ủy viên chính trị cho toàn bộ Quân đội Giải phóng Nhân dân. Ông cũng là thành viên của Bộ Chính trị Trung ương lần thứ 11, vào năm 1977. Ông phục vụ trong GPD và Phó Tổng thư ký và Ủy viên Thường vụ của Ủy ban Quân sự CPC, 1977-1982.
Đối tác cũ ở Quảng Châu của ông, Hứa Thế Hữu đã nhận được sự khen thưởng chung (cùng với Dương Đắc Chí) về cuộc xâm lăng của Trung Quốc vào Việt Nam tháng 2 năm 1979. Tuy nhiên, ông dường như không có vai trò trực tiếp trong cuộc chiến tranh biên giới Việt - Trung 1979, có thể là do những hoạt động gần gũi của ông với người Việt trong những năm 1950 và 1960.
Vào tháng 8 năm 1982, Nhật báo Quân đội Giải phóng, tờ báo trực thuộc Tổng cục trưởng Bộ Chính trị của ông, đã công bố một khía cạnh chống lại "tự do hóa tư sản" được xem là một cuộc tấn công vào chính sách của Đặng Tiểu Bình ngay trước Đại hội Đảng lần thứ 12. Kết quả là, ông bị sa thải, và được thay thế bởi Dư Thu Lý.

## Cuộc sống cá nhân
Ông kết hôn với người vợ đầu tiên là Lương Chính Tương năm 1937, sau đó ly hôn vào tháng 9 năm 1946. Họ có một con trai và một con gái.
Sau đó, ông kết hôn với Hứa Kỳ Thiến, thành viên ngầm của Đảng Cộng sản năm 1950. Họ có hai con trai và một con gái.
Ông qua đời ở Bắc Kinh ngày 14 tháng 6 năm 1989.